# 노동사회주의 인터내셔널

노동사회주의 인터내셔널(영어: Labour and Socialist International; LSI, 독일어: Sozialistische Arbeiter-Internationale; SAI)는 전간기의 사회민주주의 국제정당이다. 1923년 출범해서 1940년 해산되었다. 제1차 세계대전으로 파산한 제2인터내셔널의 개량주의 잔류파인 베른 인터내셔널과 중앙파 반대파인 빈 인터내셔널(제2.5인터내셔널)의 통합으로 만들어졌다. 본부는 런던에 있었고, 오늘날의 사회주의 인터내셔널의 전신이다.
소련 주도의 제3인터내셔널(코민테른)과 경쟁관계로, 세계적으로 사회주의 운동 및 노동운동의 지도권을 두고 다투었다. 그러나 제3인터내셔널과 달리 LSI는 가맹 정당들에 대한 직접적 통제수단이 없었으며, 자치적인 각국 정당들의 연맹체에 불과했다.